# Dengeki Sentai Changeman
Bioman Flashman
Dengeki Sentai Changeman (電撃戦隊チェンジマン, Dengeki Sentai Chenjiman) est une série télévisée japonaise du genre super sentai en 55 épisodes de 20 minutes produite en 1985. C'est la première série sentai à utiliser des créatures issues de la mythologie occidentale comme totems pour les héros, et accessoirement la seule série produite entre 1984 et 1991 à ne pas avoir été diffusée en France.
Le titre de la série est quelque peu ambigu car le surtitre dengekisentai (電撃戦隊), intuitivement interprété comme dengeki sentai (電撃　戦隊, Escadron d'électro-choc), peut également être interprété comme dengekisen tai (電撃戦　隊, Escadron de la guerre-éclair), ce qui est cohérent avec la thématique militaire de la série.

## Synopsis
Après avoir conquis des centaines de planètes, la Grande Ligue stellaire Gozma imagine asseoir son autorité sur Terre. Mais, conscient de cette menace et pour y faire face, le commandant Ibuki, membre d'une organisation de défense planétaire, a décidé d'entraîner un groupe de soldats pour faire partie d'une unité d'élite. Lorsque Gozma arrive finalement sur Terre, ils attaquent les soldats en plein entraînement, tuant la majorité d'entre eux. C'est alors que la Terre elle-même réagit au danger, irradiant les cinq soldats restant avec la Earth Force, faisant d'eux les Changemen.

## Personnages

### Changemen
- Hiryû Tsurugi (剣 飛竜, Tsurugi Hiryū?) / Change Dragon (チェンジドラゴン, Chenji Doragon?)
  - Armes : Dragon-Zooka (ドラゴンズーカ, Doragon Zūka?)
- Shô Hayate (疾風 翔, Hayate Shō?) / Change Gryphon (チェンジグリフォン, Chenji Gurifon?)
  - Armes : Gryphon-Zooka (グリフォンズーカ, Gurifon Zūka?)
- Yûma Ôzora (大空 勇馬, Ōzora Yūma?) / Change Pegasus (チェンジペガサス, Chenji Pegasasu?)
  - Armes : Pegasus-Zooka (ペガサスズーカ, Pegasasu Zūka?)
- Sayaka Nagisa (渚 さやか, Nagisa Sayaka?) / Change Mermaid (チェンジマーメイド, Chenji Māmeido?)
  - Armes : Mermaid-Zooka (マーメイドズーカ, Māmeido Zūka?)
- Mai Tsubasa (翼 麻衣, Tsubasa Mai?) / Change Phoenix (チェンジフェニックス, Chenji Fenikkusu?)
  - Armes : Phoenix-Zooka (フェニックスズーカ, Fenikkusu Zūka?)

### Soutien
- Commandant Ibuki (伊吹長官, Ibuki-chōkan?)
- Groupe de soldats (戦士団, Senshi Dan?)

### Grande Ligue stellaire Gozma
La Grande Ligue stellaire Gozma (大星団ゴズマ, Daiseidan Gozuma) est une légion spatiale qui prend les planètes de force pour alimenter son armée. Ils sont commandés par le Roi stellaire Bazoo, un être qui n'est aperçu que comme un buste gigantesque flottant dans l'espace. (Il est plus tard révélé que Bazoo n'est lui-même qu'un pantin, une image holographique généré par la Planète Gozma elle-même, une immense planète « vivante » et consciente qui dévore d'autres mondes.) La base d'opérations de la ligue stellaire Gozma est un vaisseau de la taille d'une ville, appelé Gozmard (ゴズマード, Gozumādo).
- Roi stellaire, Bazoo (星王バズー, Sei-ō Bazū?)
- Général Giluke (ギルーク司令, Girūku Shirei?) (épisodes 1-54) : Il est originaire de la planète Girath (ギラス星, Girasu-sei?).
- Adjudant Booba (副官ブーバ, Fukukan Būba?) (épisodes 1-52)
- Adjudante Sheema (副官シーマ, Fukukan Shīma?) : Elle est originaire de la planète Amanga (アマンガ星, Amanga-sei?).
- Reine Ahames (女王アハメス, Joō Ahamesu?) (épisodes 17-53) : Elle est originaire de la planète Amazo (アマゾ星, Amazo-sei?).
- Navigateur Gator (航海士ゲーター, Kōkaishi Gētā?) : Il est originaire de la planète Navi (ナビ星, Nabi-sei?) et travaille contre son gré pour Gozma. Il a une épouse et des enfants, avec lesquels il est réuni dans les derniers épisodes.
- Gyodai (ギョダーイ, Gyodāi?) :
- Jangeran (ジャンゲラン, Jangeran?) : Un des serviteurs d'Ahames, c'est un dragon bicéphale.

- Les soldats Hidler (ヒドラー兵, Hidorā Hei?) sont les fantassins de la Ligue. Ce sont des humanoïdes bestiaux à la peau grisâtre, aux oreilles pointues et aux cheveux longs. Ils naissent à partir d’œufs géants et sont armés de chakrams.
- Les Space Beasts (宇宙獣, Uchūjū?) sont les monstres envoyés sur Terre par la Ligue.

## Arsenal
- Change Brace (チェンジブレス, Chenji Buresu?) : Le bracelet de transformation. Pour se transformer, les Changemen lèvent leur poing vers le ciel en criant

« Let's Change! » (「レッツチェンジ！」, « Rettsu Chenji! ») suivi de 
« Changeman ! » (「チェンジマン！」, « Chenjiman! ») ou de leurs noms de code respectifs.
- Change Sword (チェンジソード, Chenji Sōdo?) : L'arme de poing de chaque Changeman. C'est un pistolet laser, capable de se transformer en épée et mini-bouclier.
- Power Bazooka (パワーバズーカ, Pawā Bazūka?) : Le canon utilisé pour détruire les ennemis. Il est assemblé à partir des Zookas de chaque Changeman (ces derniers pouvant être utilisés séparément).

### Véhicules
- Auto Changer (オートチェンジャー, Ōto Chenjā?) : Les motos individuelles des Changemen.
- Change Cruiser (チェンジクルーザー, Chenji Kurūzā?) : Voiture pour toute l'équipe.
- Jet Skis (ジェットスキー, Jetto Sukī?) : Les jet skis individuels des Changemen.

### Mecha
- Shuttle Base (シャトルベース, Shatorubēsu?) : Base mobile en forme de navette spatiale. Elle contient les composantes du Change-Robot.
- Change-Robot (チェンジロボ, Chenji Robo?) : Formé à partir des trois véhicules suivants :
  - Jet Changer I (ジェットチェンジャー１, Jetto Chenjā 1?) : Jet piloté par Change Dragon.
  - Heli Changer II (ヘリチェンジャー２, Heri Chenjā 2?) : Hélicoptère piloté par Change Gryphon et Change Mermaid.
  - Land Changer III (ランドチェンジャー３, Rando Chenjā 3?) : Cruiser piloté par Change Pegasus et Change Phoenix.

L'assemblage a lieu à partir de la commande « Fusion ! Conversion terrestre ! » (「合体！アースコンバージョン！」, « Gattai! Āsu Konbājon! ») Il est armé de l'épée Électro-choc (電撃剣, Dengeki Ken), du Change-bouclier (チェンジシールド, Chenji Shīrudo), des canons Change Vulcan (チェンジバルカン, Chenji Barukan) et du Change-Robot Flash (チェンジロボフラッシュ, Chenji Robo Furasshu). Au moment de porter le coup de grâce, les Changemen disent : « Super Thunderbolt! » (「スーパーサンダーボルト！」, « Sūpā Sandāboruto! »)

## Épisodes
1. Le pouvoir secret entre en scène ! (出現！秘密の力！, Shutsugen! Himitsu no Chikara!?)
2. La colère du Roi stellaire Bazoo (星王バズーの怒り, Sei-ō Bazū no Ikari?)
3. Scram! Soldier Group (スクラム！戦士団, Sukuramu! Senshi Dan?)
4. A Kiss After the Fight (キスは戦いの後で, Kisu wa Tatakai no Ato de?)
5. Pegasus Arrest Order (ペガサス逮捕指令, Pegasasu Taiho Shirei?)
6. The Targeted High School Girls (狙われた女子高生, Nerawareta Joshikōsei?)
7. The Sad Space Soldier! (悲しき宇宙戦士！, Kanashiki Uchū Senshi!?)
8. The Young Lady is a Vampire (お嬢さんは吸血鬼, Ojōsan wa Kyūketsuki?)
9. Shine! The Deadly Miracle Ball (輝け！必殺の魔球, Kagayake! Hissatsu no Makyū?)
10. The Dreadful Driverless Car Army (恐怖の無人車軍団, Kyōfu no Mujin Kuruma Gundan?)
11. S.O.S. Koko and Kiki (ＳＯＳココとキキ, Esu Ō Esu Koko to Kiki?)
12. Mama is Mermaid (ママはマーメイド, Mama wa Māmeido?)
13. Papa Sells the Earth (地球を売るパパ, Chikyū o Uru Papa?)
14. Attack! The Huge Lizards (攻撃！巨大トカゲ, Kōgeki! Kyodai Tokage?)
15. Reckless Rider Mai (暴走ライダー麻衣, Bōsō Raidā Mai?)
16. The Girl Who Had Wings! (翼を持った少女！, Tsubasa o Motta Shōjo!?)
17. Nagasaki's Mysterious Ghost Ship (長崎の謎の幽霊船, Nagasaki no Nazo no Yūreisen?)
18. Ahames' Challenge! (アハメスの挑戦！, Ahamesu no Chōsen!?)
19. Bet on Sayaka! (さやかに賭けろ！, Sayaka ni Kakero!?)
20. Grand Counterattack! Giluke (大逆襲！ギルーク, Dai Gyakushū! Girūku?)
21. Gozma's Big Star (ゴズマの大スター, Gozuma no Dai Sutā?)
22. The Soldier Who Disappeared into a Mirror (鏡に消えた戦士, Kagami ni Kieta Senshi?)
23. The Boy Who Rides Dolphins (イルカに乗る少年, Iruka ni Noru Shōnen?)
24. Runaway Gyodai (ギョダーイの家出, Gyodāi no Iede?)
25. Sing! With a Great Voice (歌え！大きな声で, Utae! Ōki na Koe de?)
26. Mai's 20-year-old First Love (麻衣２０歳の初恋, Mai Hatachi no Hatsukoi?)
27. Gator's Dream of Parent and Child (ゲーター親子の夢, Gētā Oyako no Yume?)
28. The Cursed Crayon (呪われたクレヨン, Norowareta Kureyon?)
29. Protect the Flower! Phantom Butterfly (花を守れ！幻の蝶, Hana o Mamore! Maboroshi no Chō?)
30. Run! Pegasus! (走れ！ペガサス！, Hashire! Pegasasu!?)
31. Reveal It! The Mystery of Bazoo (暴け！バズーの謎, Abake! Bazū no Nazo?)
32. Nana! Dangerous Reunion (ナナ！危険な再会, Nana! Kiken na Saikai?)
33. The End of Giluke!? (ギルークの最期！？, Girūku no Saigo!??)
34. Ahames, the Terrible (恐ろしきアハメス, Osoroshiki Ahamesu?)
35. Earth!! Help Us! (地球よ！助けて！, Chikyū yo! Tasukete!?)
36. Behold! Our Power (見たか！俺達の力, Mita ka! Oretachi no Chikara?)
37. Missing Dragon (消えたドラゴン！, Kieta Doragon!?)
38. Ghost Baseball (幽霊ベースボール, Yūrei Bēsubōru?)
39. Dreadful Hide-and-Seek (恐怖のかくれんぼ, Kyōfu no Kakurenbo?)
40. Strange Candy (おかしなお菓子, Okashi na Okashi?)
41. The Missing Prince of the Stars! (消えた星の王子！, Kieta Hoshi no Ōjisama!?)
42. The Sailor-Suited Nana (セーラー服のナナ, Sērāfuku no Nana?)
43. Super Giluke (スーパーギルーク, Sūpā Girūku?)
44. Leave it to Mai! (麻衣におまかせ！, Mai ni O-makase!?)
45. The Rainbow-Colored Girl Ira (虹色の少女アイラ, Nijiiro no Shōjo Aira?)
46. Beautiful Shiima! (美しきシーマ！, Utsukushiki Shīma?)
47. Gator's Tears of Parent and Child (ゲーター親子の涙, Gētā Oyako no Namida?)
48. The Pirate Booba's Storm of Love (海賊ブーバ愛の嵐, Kaizoku Būba Ai no Arashi?)
49. The Sad Shiima Beast Soldier (哀しきシーマ獣士, Kanashiki Shīma Jūshi?)
50. The Day Gozma Trembled (ゴズマが震えた日, Gozuma ga Furueta Hi?)
51. Nana!! Tell Him! (ナナよ！伝えて！, Nana yo! Tsutaete!?)
52. Booba Dies on Earth (ブーバ地球に死す, Būba Chikyū ni Shisu?)
53. Fiery Ahames! (炎のアハメス！, Honō no Ahamesu!?)
54. Giluke Grand Explosion! (ギルーク大爆発！, Girūku Dai Bakuhatsu!?)
55. Farewell, Friends of Space! (さらば宇宙の友よ, Saraba Uchū no Tomo yo?)

## Distribution
Les héros
- Haruki Hamada : Hiryū Tsurugi / Change Dragon
- Kazuoki Takahashi : Shō Hayate / Change Gryphon
- Shirō Izumi : Yūma Ōzora / Change Pegasus
- Hiroko Nishimoto : Sayaka Nagisa / Change Mermaid
- Mai Ōishi : Mai Tsubasa / Change Phoenix

Soutien
- Yamamoto Shohei : commander Ibuki
- Tokie Shibata : Nana

Grande ligue stellaire Gozma
- Kazuto Kuwabara (voix : Seizo Kato) : Roi stellaire Bazoo
- Shohei Yamamoto : Général Giluke
- Yoshinori Okamoto: Adjudant Būba
- Kana Fujieda (voix : Michirō Īda) : Adjudant Shīma
- Fukumi Koroda : Reine Ahamesu
- Minoru Watanabe (voix : Hiroshi Masuwoka) : Navigateur Gētā
- Minoru Watanabe (voix : Takeshi Watabe) : Gyodāi

## Autour de la série
- Le code couleur de Changeman (rouge, bleu, noir, blanc rose) rappelle, à s'y méprendre, celui de JAKQ (rouge, bleu, vert, rose, blanc). C'est d'ailleurs la seconde saison à avoir un équipier blanc et non jaune, la première étant justement JAKQ.
- Bien que Changeman n'ait jamais été adapté aux États-Unis pour Power Rangers, les cinq rangers principaux de la 21e saison se transforment dans deux épisodes en Change Dragon, Change Gryphon, Change Pegasus, Change Phoenix et Change Mermaid. L'usage des combinaisons de Changeman correspond à un nouveau pouvoir pour les héros : le Blitz mode.